# 博尼 (伊利諾伊州)
博尼（英語：Bonnie）是位於美國伊利諾伊州傑佛遜縣的一個村落。

## 地理
博尼的座標為38°12′15″N 88°54′20″W / 38.20417°N 88.90556°W，而該地最高點為海拔高度130米（即427英尺）。

## 人口
根據2010年美國人口普查的數據，博尼的面積為3.30平方千米，當中陸地面積為3.30平方千米，而水域面積為0.00平方千米。當地共有人口397人，而人口密度為每平方千米120人。